# Львівська губернія
Львівська губернія — адміністративно-територіальна одиниця в Східній Галичині, що була окупована російськими військами під час Першої світової війни. 
Утворена 23.8 (5.9).1914 відповідно до «Тимчасового положення про управління областями Австро-Угорщини, зайнятими по праву війни» від 19.8(1.9).1914, згідно з яким на завойованих територіях Австро-Угорщини створювалося Тимчасове військове генерал-губернаторство, розділене на губернії. Центр Львівської губернії — Львів. Повіти: Бібрський, Бродський, Городоцький, Долинський, Дрогобицький, Жидачівський, Жовківський, Золочівський, Кам'янсько-Струмилівський, Львівський, Перемишлянський, Рава-Руський, Рогатинський, Рудкинський, Сокальський, Стрийський. 
Площа приблизно — 19,4 тис. км². Населення приблизно — 1,8 млн осіб (за переписом 1910), в основному русини (62,5%) і поляки (33,7%).  

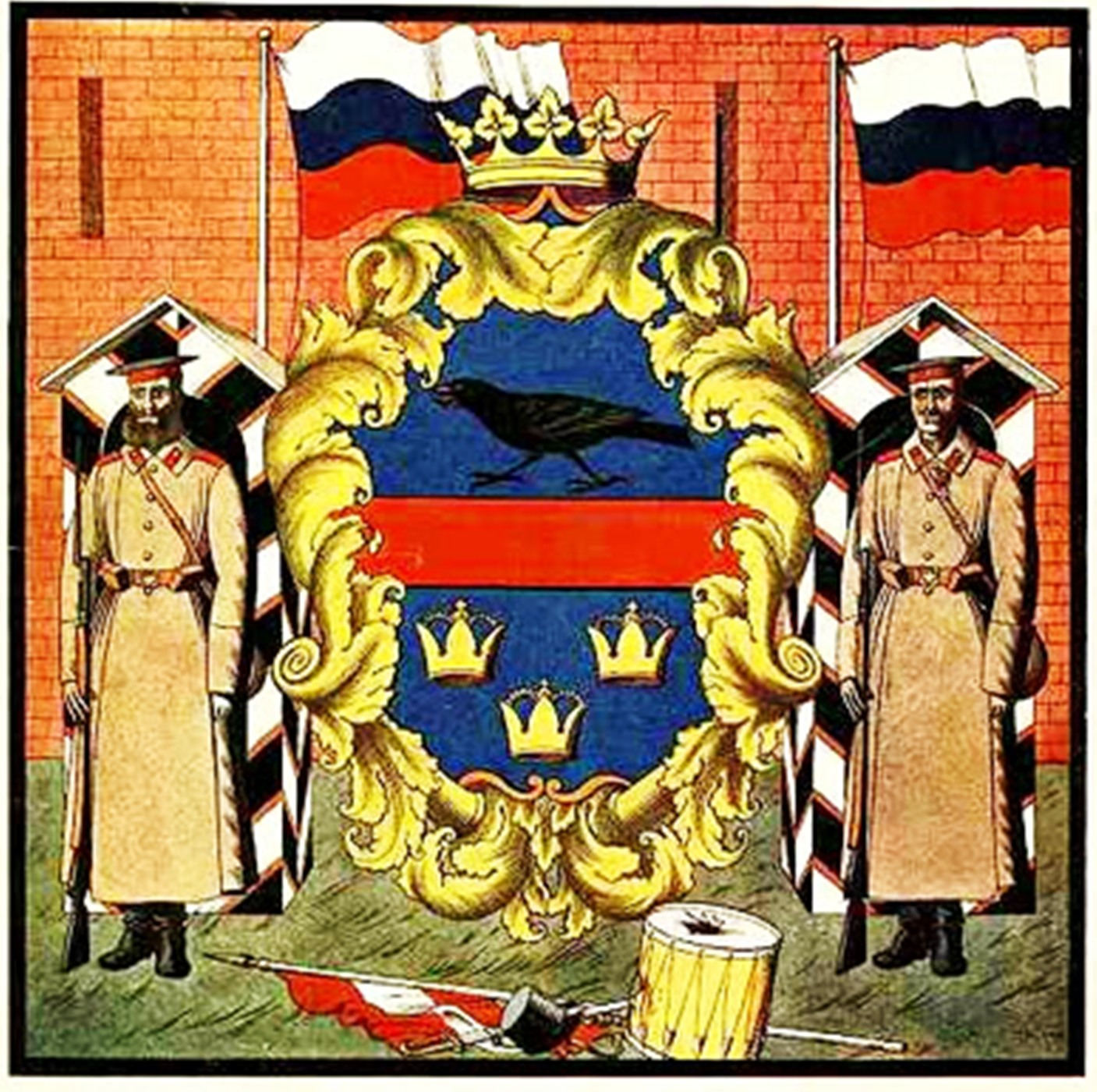
Герб Галицько-Буковинського генерал-губернаторства

У зв'язку з тим що основою господарства на цій території були землеробство (в основному культури — картопля, пшениця, жито, ячмінь), конярство і скотарство (в першу чергу велика рогата худоба), в умовах воєнного часу господарство знаходилося в занепаді. Львівська губернія мала розвинуту мережу залізниць, по її території проходили лінії: Ряшів — Львів — Підволочиськ з відгалуженнями Львів — Стоянов, Ярослав — Сокал, Львів — Яворів; Новий Загорж — Стрий — Станіславів — Непоколуц; Сянки — Львів; Бескид — Львів; Кёрёшмезё — Тарнополь з відгалуженнями Стрий — Жидачів — Підвисоке, Галич — Ходорів — Львів та Львів — Подрайце. 
В результаті Горлицького прориву 1915 австро-угорських та німецьких військ практично вся територія Львівської губернії, за винятком Бродського повіту (втрачений в липні-серпні того ж року) залишена російськими військами і губернія припинила своє існування. 